# Alex Hug
Alex Hug (* 1943 in Adliswil, Kanton Zürich) ist ein Schweizer Musiker. 
Er studierte am Konservatorium in Zürich und schloss dort mit dem Orgelkonzertdiplom ab. Weitere Studien waren unter Maurice Duruflé in Paris und ein Kirchenmusikstudium an der Musikhochschule Köln.
Von 1978 bis 2008 war Alex Hug Organist und Chorleiter am Fraumünster in Zürich, zudem wirkt er als Komponist.
Er hat mehrere auf der Fraumünsterorgel eingespielte Langspielplatten und CDs herausgegeben, die teilweise eigene Kompositionen enthalten. Hug gibt Orgelkonzerte und tritt regelmässig in Städten wie Wiesbaden, Mailand und Salzburg auf.